# 圣皮埃尔迪沃夫赖
圣皮埃尔迪沃夫赖（法語：Saint-Pierre-du-Vauvray，法語發音：[sɛ̃ pjɛʁ dy vovʁɛ]）是法国厄尔省的一个市镇，位于该省中北部偏东，塞纳河左岸，属于莱桑德利区。

## 地理
圣皮埃尔迪沃夫赖（49°13'55"N, 1°13'16"E）面积5.22 平方千米，位于法国诺曼底大区厄尔省，该省份为法国北部内陆省份，北起滨海塞纳省，西接奧恩省和卡爾瓦多斯省，南至厄尔-卢瓦省，东临瓦兹省、瓦兹河谷省和伊夫林省。
与圣皮埃尔迪沃夫赖接壤的市镇（或旧市镇、城区）包括：瓦勒德勒伊、圣艾蒂安迪沃夫赖、昂代、维龙韦、卢维耶。
圣皮埃尔迪沃夫赖的时区为UTC+01:00、UTC+02:00（夏令时）。

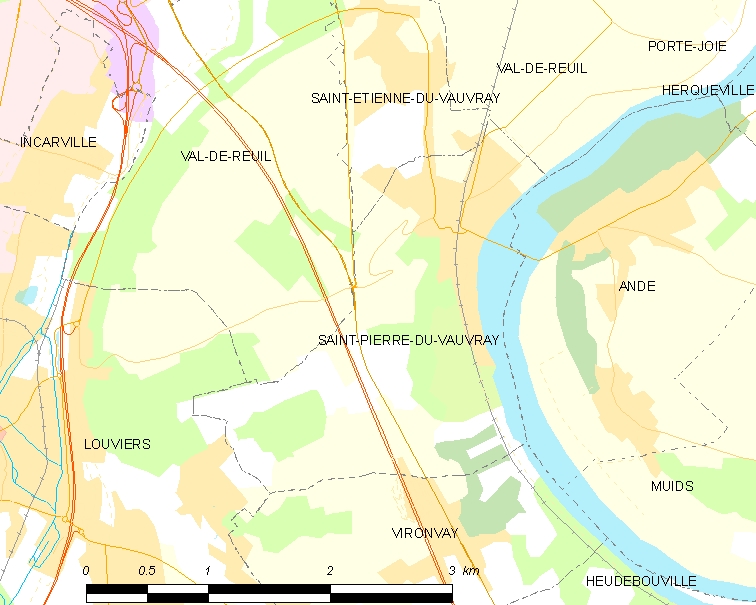
圣皮埃尔迪沃夫赖的OSM定位图

## 行政
圣皮埃尔迪沃夫赖的邮政编码为27430，INSEE市镇编码为27598。

## 政治
圣皮埃尔迪沃夫赖所属的省级选区为卢维耶县。

## 交通
厄尔省省道D110线、D162线、D313线和D6015线在境内交汇。法国国家A13号高速公路经过境内但未设出入口。
圣皮埃尔迪沃夫赖站是巴黎－勒阿弗尔铁路上的一个车站。

## 人口

1962-2008年间圣皮埃尔迪沃夫赖人口变化图示

圣皮埃尔迪沃夫赖于2022年1月1日时的人口数量为1231人。